# Люди против огня
«Люди против огня» (англ. Men Against Fire) — пятый эпизод третьего сезона научно-фантастического сериала-антиутопии «Чёрное зеркало». Сценарий написал создатель сериала Чарли Брукер, режиссёром выступил Якоб Вербрюгген. Премьера состоялась 21 октября 2016 года на телеканале Netflix.

## Сюжет
Военная организация в пост-апокалиптическом мире занимается уничтожением мутировавших людей, которых называют «тараканами». Бойцы «Лампас» Койнанге (Малахи Кёрби) и «Охотница» Рэймен (Мадлен Брюэр) служат в одном отряде. Каждый солдат имеет электронный имплантат, который называется МАСС. Устройство притупляет естественные ощущения и обеспечивает солдат особыми возможностями благодаря дополненной реальности, а также создаёт эротические сны ночью. Команда выходит на задание, во время которого лидер отряда Медина (Сара Снук) допрашивает местного фермера, верного христианина (Фрэнсис Мэджи), которого подозревают в укрывательстве «тараканов». Подозрения Медины подтверждаются, когда Лампас находит целое «гнездо» «тараканов», которые выглядят как бледные человекоподобные монстры с острыми зубами. Один из «тараканов» направляет на Лампаса таинственное LED-устройство, после чего Лампас и Охотница открывают огонь. Лампас поднимает это устройство и случайно светит себе в глаза. Медина арестовывает владельца дома и приказывает сжечь дом. Устройство, которым Лампас засветил себе в глаза, повреждает имплантат МАСС, и тот начинает сбоить. Лампас проходит физическую и психологическую диагностику, однако никаких проблем не выявлено.
На следующий день Медина, Лампас и Охотница идут к заброшенному жилому комплексу в поисках других «тараканов». Неожиданно Лампас переживает ещё один опыт: его чувство обоняния, ранее подавленное имплантатом, неожиданно возвращается. В следующее мгновение паразит-снайпер убивает Медину. Лампас и Охотница стреляют в ответ по зданию, где сидит снайпер, и заходят в него. Лампас находит там женщину и приказывает ей бежать, но Охотница убивает её. Во время перестрелки становится понятно, что Лампас теперь видит обычных людей там, где Охотница видит «тараканов». Лампас пытается остановить Охотницу и вырубает её, но получает ранение и сбегает с места вместе с напуганной женщиной (Ариана Лабед) и её сыном.
Женщина, Катарина, объясняет, что МАСС-имплант Лампаса меняет его ощущения, чтобы скрыть от него то, что «тараканы» на самом деле обычные люди. Фактически, паразиты являются жертвами генетической чистки. Катарина замечает, что, хотя солдаты имеют МАСС-импланты и видят их монстрами, обычные люди просто ненавидят их из-за пропаганды и предубеждения. Появляется Охотница и убивает Катарину и её сына и вырубает Лампаса.
Лампас просыпается в тюремной комнате, где психотерапевт Аркетт (Майкл Келли) объясняет ему, что LED-устройство запустило вирус в МАСС-имплант Лампаса, поэтому тот начал сбоить и позволил ему видеть паразитов обычными людьми. Аркетт объясняет истинную цель МАСС-имплантов: изменить визуальное восприятие врагов, чтобы они выглядели как зомбиподобные монстры; изменить их звуковое восприятие, чтобы солдаты слышали не мольбы, а угрожающие крики; приглушить обоняние, чтобы солдаты не чувствовали запаха крови; а также убрать некоторые воспоминания. МАСС используется для дегуманизации врагов, чтобы солдаты могли убивать их без зазрения совести. Выясняется, что Лампас с собственного согласия работает на глобальную программу евгеники, которая призвана «защитить чистоту крови» человечества. Воспоминания о том, как он соглашается на эту работу, были удалены МАСС-имплантом. Аркетт подтверждает свои слова, демонстрируя видео того, как Лампас согласился на эту работу. Также он демонстрирует видео, где тот убил двух «тараканов», только на видео не монстры, а обычные люди. Аркетт грозится посадить Лампаса и бесконечно показывать ему видео его убийств, если он откажется стереть воспоминания за несколько последних дней и перезапустить МАСС-систему.
Действие переносится на некоторое время в будущее. Лампас уволился со службы с почестями и наградами, из чего понятно, что он согласился на повторное стирание памяти. Он подходит к зданию, которое в его глазах выглядит как роскошный дом, где его ждёт девушка из его эротических снов. На самом же деле он стоит один возле размалёванной граффити лачуги.

## Производство

### Название
Название эпизода — отсылка к книге американского генерала Сэмюэла Маршалла «Никто не хотел стрелять: Проблема управления битвой» (1947), в которой Маршалл заявляет, что во время Второй мировой войны 75 % солдат отказывались открывать огонь даже в угрожающих условиях, а большинство стреляло нарочно над головами врага. Схожее утверждение есть также в монологе Аркетта в эпизоде. Книга Дэйва Гроссмана «Убивая», которая раскрывает психологический аспект акта убийства, также вдохновила Брукера на написание сценария.

### Связи с другими эпизодами
- Охотница в доме фермера поёт песню «Anyone Who Knows What Love Is (Will Understand)», которая звучала в предыдущих эпизодах «15 миллионов заслуг» и «Белое Рождество».
- Отсылка к «Белому Рождеству»: на столе Аркетта во время осмотра Лампаса стоит снежный шар, подобный тому, который много раз появлялся в рождественском спецэпизоде.
- Во время связи, передачи данных и просмотра воспоминаний у военных бледнеют глаза, как в эпизоде «История всей твоей жизни».

### Отсылки
Используемое для обозначения уничтожаемых людей слово «тараканы» является отсылкой к событиям геноцида в Руанде, где для обозначения уничтожаемых тутси широко использовалось слово «иньензи» — «тараканы».
Схожий сюжет используется в 4-м сезоне сериала «За гранью возможного», эпизод «Hearts and Minds».

## Критика
- Адам Читвуд по изданию Collider раскритиковал эпизод, назвав его «выстрелом в молоко»[4].
- Сучандрика Чакрабарти из Daily Mirror, наоборот, оценила эпизод на 5 из 5, отметив, что он «заставляет тебя задуматься над философскими последствиями высокотехнологичной войны»[5].